# Aisha Tandiwe Bell
Aisha Tandiwe Bell es un artista visual estadounidense. Es conocida por su obra que gira alrededor del mito y el ritual, para la cual utiliza diferentes medios de comunicación, que incluyen escultura, vídeo, sonido, dibujo, e instalación. Otros temas frecuentes en su trabajo son la identidad y consciencia múltiple y la marginalidad. A través de la técnica mixta, el arte de Aisha Tandiwe hace foco en las limitaciones sociales del sexo, raza y clase. Como una mujer jamaicano - estadounidense, utiliza su arte para representar el desplazamiento que siente y los alter ego que las mujeres negras tienen que defender pública y privadamente. Sus esculturas son intencionadamente agrietadas, fragmentadas, e imperfectas, con el fin de reflejar identidad fracturada.

## Biografía
Bell nació y reside en la Ciudad de Nueva York.  
Bell ha realizado varias residencies artísticas, que incluyen Skowhegan, Rush Corridor Gallery, Abron’s Art Center, LMCC’s Swing Space, The Laundromat Project, BRIC, Hunter College Ceramic Residency y Abron's Art Center Henry Street Settlement.

### 2017
- CONJURE, Welencora Gallery, Brooklyn, NY, curada por Derrick Adams.[2][7]
- Cuerpo y Alma, Bienal de Venecia, comisariado por Elga Wimmer.
- Un prerrequisito para la rebelión, Ann Arbor Film Festival, curado por Ingrid Lafleur.
- Bienal de Jamaica 2017, Galería Nacional, Kingston, Jamaica.

### 2016
- Bienal BRIC, Brooklyn, Nueva York[8]
- Dejales comer tierra roja. Dejales comer suciedad, Space One Eleven, Birmingham, AL, comisariado por Rosie Gordan-Wallace
- Espacio One Eleven AIR, Birmingham, AL

### 2015
- Museum of Contemporary Art of Contemporary African Diaspora Arts, Brooklyn, NY[9]

### 2012
- The Laundromat Project Public Art Commission, NY

### 2002
- Galería Skylight en Restoration Plaza, Jamaica, NY[10]